# 血管脂肪腫
血管脂肪腫（けっかんしぼうしゅ。英語、angiolipoma）とは、血管組織を多く含んだ脂肪腫のことである。脂肪腫と同様に、良性腫瘍とされる。なお、名称こそ似ているものの、血管筋脂肪腫や血管腫とは異なる。

## 臨床像
発生した部位にもよるものの、一般的な脂肪腫は痛みなどを生じないことが多いのに対して、
血管脂肪腫は多くの場合で痛みを伴う
:624

。
また、脂肪腫は単発であることが多いのに対して、血管脂肪腫の場合はしばしば多発する

。
なお、脂肪腫の中には大きさが10 cm以上に達する巨大化した症例も時に見られるのに対して、血管脂肪腫は最大径ですら1 cmから2 cm程度と小さいことが一般的である

。

## 治療法
血管脂肪腫も、普通の脂肪腫と同様に手術によって摘出することが通例である。